# Antíoco VII Evergetes
Antíoco VII Evergetes, llamado Sidetes , es decir, natural de Sidé; (griego: Αντίοχος Ζ' Σιδήτης; c. 167 - 129 a. C.) fue rey de Siria desde el 138 a. C. hasta su muerte. Monarca enérgico y guerrero, fue el último seléucida de verdadera talla política, y a su muerte el reino entró en un acusado declive, convirtiéndose en una potencia de segundo orden.

## Vida
Hijo de Demetrio I Sóter, fue llamado a ocupar el trono tras la derrota y captura de su hermano Demetrio II Nicátor por Mitrídates I de Partia. Contrajo matrimonio con la esposa de su hermano, Cleopatra Tea (molesta porque su esposo se casara con una princesa parta), con quien habría un hijo, Antíoco IX Ciciceno, hermanastro y primo de Seleuco V Filométor y Antíoco VIII Gripo.
Con respecto a Judea, que se había declarado independiente con la captura de Demetrio II y anexionado el puerto de Jaffa, Antíoco trató de reconciliarse con el etnarca asmoneo Simón Macabeo, enviándole una célebre carta:

El rey Antíoco saluda a Simón, Sumo Sacerdote y etnarca, y a la nación de los judíos.
Puesto que gente indeseable ha usurpado el trono de mis padres, yo estoy dispuesto a hacer valer mis derechos sobre el reino, a fin de restablecerlo como estaba antes. A tal efecto, he reclutado un ejército numeroso y equipado barcos de guerra con la intención de desembarcar en el país para perseguir a los que lo han arruinado y han devastado muchas ciudades de mi reino.
Por eso, ahora ratifico todas las exenciones de tributos que te concedieron mis predecesores, y las otras dispensas de contribuciones que ellos te otorgaron. Te autorizo, además, a acuñar moneda propia, de curso legal en tu país. Jerusalén y el santuario serán libres. Las armas que has fabricado y las fortalezas que has construido y ocupas, quedarán en tu poder. A partir de este momento, se te condona todo lo que adeudas al tesoro real y todo lo que adeudaras en el futuro. Y cuando hayamos reconquistado nuestro reino, te colmaremos a ti, a tu pueblo y al santuario, de tales honores, que tu gloria será conocida en toda la tierra.
Macabeos 15:1-9

A continuación emprendió la lucha contra Diodoto Trifón, que gobernaba la Siria mediterránea. Antíoco se deshizo de él rápidamente, derrotándolo en Dora y asediándolo en Apamea, con lo que Trifón fue obligado a suicidarse (138 a. C.). Tras largos años de crisis dinástica, Antíoco se propuso restaurar el poder seléucida y detener la descomposición interna de su reino, tratando de devolver al país al estado de su bisabuelo Antíoco III el Grande o al de su tío abuelo Antíoco IV. 
Pese haber recurrido a la ayuda judía en su victoria sobre Trifón en Dora, Antíoco mandó embajadores a Simón Macabeo, exigiéndole el pago de tributo, el reconocimiento de la soberanía seléucida y la devolución de los territorios conquistados a los seléucidas, especialmente Jaffa y la acrópolis de Jerusalén (sede de una guarnición seléucida). Al no haber acuerdo, envió un ejército al mando del general Cendebeo (Kendebaios), pero fue derrotado en Modin por Judas y Juan, hijos de Simón Macabeo.
Al morir asesinado este junto con sus dos hijos a manos de su yerno Ptolomeo, gobernador de la región de Jericó, Juan Hírcano tomó el mando de la nación judía. Hírcano combatió a Ptolomeo, forzándolo a huir a Transjordania, pero este logró persuadir a Antíoco Sidetes para que interviniera de nuevo en Judea.
De esta manera, Antíoco VII emprendió una nueva y exitosa campaña contra los judíos; el país fue conquistado y Juan Hircano sitiado en Jerusalén, que se rindió en 132 a. C., tras casi un año de asedio. Las murallas de la ciudad fueron demolidas, y su pueblo obligado a tributar y a rendir el servicio militar, pero Antíoco confirmó a Hírcano en el poder y la autonomía de Judea, evitando entrometerse en cualquier asunto religioso, por lo que los judíos lo llamaron Éusebes (piadoso).
A continuación trató de restablecer la autoridad seléucida en las satrapías orientales, enfrentándose a los partos, aprovechando que sufrían las invasiones de los Kushana, los cuales acababan de ocupar los restos del Reino Grecobactriano. Su campaña fue un éxito constante, y tras recuperar Mesopotamia, Media y Bactriana, se proclamó Gran Rey (130 a. C.). 
Emprendió entonces negociaciones con Fraates II de Partia que resultaron infructuosas por exigir demasiado. En efecto, pedía la devolución de territorios conquistados por Mitrídates I, la entrega de Demetrio II, todavía prisionero, y el pago de cuantiosos tributos. La guerra se reanudó con resultados calamitosos, pues Antíoco fue atacado por sorpresa durante el invierno, a comienzos de 129 a. C. y muerto tras un reinado de nueve años.
La derrota trajo la pérdida de los territorios orientales y el hundimiento del helenismo en Asia Central. Demetrio II fue liberado por los partos, pero se mostró incapaz de proseguir o mantener la obra de su hermano. Muchas ciudades de hicieron independientes y surgieron numerosos pretendientes al trono. El Imperio seléucida atravesaría una serie de guerras civiles e intervenciones extranjeras que llevarían finalmente a la anexión romana del reino en 64 a. C., durante la célebre campaña de Pompeyo Magno en Oriente.